# Conte d'été
Série Contes des quatre saisons
Conte d'hiver
(1992) Conte d'automne
(1998)
Pour plus de détails, voir Fiche technique et Distribution.
Conte d'été est un  film français réalisé par Éric Rohmer, sorti en 1996, et tourné à Dinard, Saint-Lunaire et Saint-Malo. Ce film fait partie du cycle des Contes des quatre saisons et fut présenté lors du Festival de Cannes 1996 dans la catégorie « Un certain regard ».

## Synopsis
Dinard, 17 juillet. Gaspard (Melvil Poupaud), étudiant en mathématiques rennais et guitariste à ses heures perdues, attend Léna (Aurélia Nolin), dont il se dit amoureux. 
Il rencontre Margot (Amanda Langlet), étudiante en ethnologie et serveuse dans une crêperie, qui devient son amie et sa confidente au gré de longues balades le long du bord de mer et des chemins de bocage. 
Lors d'une soirée en discothèque où elle l'entraîne, il fait la connaissance de Solène (Gwenaëlle Simon), qui entend bien le séduire. 
Alors qu'il n'espère plus le retour de Léna, celle-ci réapparait, compliquant la situation. Léna, qui a une haute estime d'elle-même, se révèle fragile, peu fiable et capricieuse : elle lui donne un rendez-vous qu'elle n'honore pas, puis, le lendemain, odieuse, le rabroue cruellement en lui disant en face que tous autour d'elle ne le jugent « pas à la hauteur » ; enfin, à bout de nerfs, elle s’enfuit en le menaçant, s’il insiste, de ne jamais le revoir.
Gaspard se rabat alors sur Solène, mais celle-ci, exigeante et orgueilleuse, n'entend pas être réduite au rôle de second choix et le somme de choisir.
De son côté, Margot, compréhensive car sincèrement amoureuse de lui, commence à se lasser de son triste rôle de confidente. 
Finalement, Gaspard convient avec Solène — non sans réticence car c'est avec Léna qu'il avait envisagé de faire cette escapade — d'un court séjour à Ouessant. Mais, alors que les liens semblaient rompus avec Léna, celle-ci le rappelle. 
Gaspard ne sait plus quoi faire et laisse un message à Margot. 
Un ami lui téléphone alors pour l'informer d'une occasion à saisir — un magnétophone professionnel — pour peu qu'il se rende immédiatement à La Rochelle. Pour échapper au dilemme impossible où il se trouve, Gaspard accepte. 
La dernière scène le montre allant prendre la vedette à Dinard pour rejoindre la gare de Saint-Malo, en compagnie de la fidèle Margot, qui l'embrasse soudainement et écrase une larme en le voyant partir.

## Fiche technique
- Titre original : Conte d'été
- Réalisation et scénario : Éric Rohmer
- Photographie : Diane Baratier
- Son : Pascal Ribier
- Montage : Mary Stephen
- Musique : Philippe Eidel et Sébastien Erms
- Production : Margaret Ménégoz
- Directrice de production : Françoise Etchegaray
- Sociétés de production : Les Films du Losange, La Sept Cinéma
- Société  de distribution : Les Films du Losange
- Pays d'origine :  France
- Langue originale : français
- Format : couleur — 35 mm — 1,33:1 — son Dolby numérique
- Genre : comédie dramatique
- Date de sortie :
  - France : 5 juin 1996

## Distribution
- Melvil Poupaud : Gaspard
- Amanda Langlet : Margot
- Gwenaëlle Simon : Solène
- Aurélia Nolin : Léna
- Alain Guellaff : l'oncle Alain
- Évelyne Lahana : la tante Maiwen
- Yves Guérin : l'accordéoniste
- Franck Cabot : un cousin (de Léna)
- Aimé Lefeuvre : le terre-neuvas.

## Production
Conte d'été est le troisième des quatre contes des quatre saisons et son premier film depuis de nombreuses années dans lequel le protagoniste est un personnage masculin. Dans Conte d'été, il a inversé la configuration de son film d'hiver Conte d'hiver (1992) : Alors qu'il s'agissait d'une femme entre trois hommes, dans Conte d'été, c'est un homme qui doit choisir entre trois femmes — mais Gaspard est beaucoup plus impuissant que la protagoniste de Conte d'hiver. En cela, il peut être rapproché des hommes intellectuels du cycle des Six contes moraux (1962-1972), qui se perdent eux aussi en phrases et en jeux de l'esprit. Conte d'été est en outre devenu le dernier d'une série de films de Rohmer qui se déroulent pendant les grandes vacances. De nombreux observateurs, ainsi que le réalisateur lui-même, ont discuté du leitmotiv des vacances. Selon eux, la vacuité des vacances d'été met en évidence le vide existentiel et montre régulièrement chez Rohmer des personnages qui préfèrent analyser leurs sentiments plutôt que de les vivre.

### Attribution des rôles
Comme dans beaucoup de ses films ultérieurs, Rohmer a de nouveau travaillé avec des acteurs moins connus. Amanda Langlet, l'interprète de Margot, avait déjà collaboré avec Éric Rohmer en 1983 (elle jouait la jeune Pauline dans Pauline à la plage), mais n'était pas non plus devenue une grande actrice par la suite. En 2004, elle a joué un rôle dans Triple Agent de Rohmer. Melvil Poupaud s'était fait un nom en tant que jeune acteur au cours des années précédentes et a obtenu le rôle par l'intermédiaire d'Arielle Dombasle, avec qui il avait fait un film peu de temps auparavant, Fado majeur et mineur (1995) de Raoul Ruiz. Comme Poupaud reconnaissait dans son personnage des traits autobiographiques du jeune Rohmer, il a copié certains tics de Rohmer pour le rôle, comme le fait de se frotter nerveusement les mains ou de se mordre la lèvre, qui illustrent encore l'incertitude du personnage. La jeune actrice Gwenaëlle Simon remporta le rôle de Solène, car elle avoua ouvertement dans une lettre son amour pour les films de Rohmer et l'invita à assister à une pièce de théâtre dans laquelle elle jouait. Rohmer trouva cette assurance appropriée pour le rôle de Solène, la « fille de corsaire » qui mène Gaspard en bateau et lui dicte ses décisions. En outre, Gwenaëlle Simon est originaire de la côte malouine, ce qui achève de convaincre le cinéaste.
Selon Melvil Poupaud, Rohmer a écrit lui-même les chansons que Gaspard joue sur sa guitare dans le film. Lors d'une interview, Poupaud a décrit le tournage comme étant détendu, car il s'est déroulé avec une petite équipe de tournage dans une atmosphère familiale, en été, sur place. Rohmer craignait que lui et son tournage ne reçoivent trop d'attention de la part des vacanciers et ne les dérangent - mais la plupart des baigneurs ne se souciaient apparemment pas du tournage.

### Tournage
Le film a été tourné de mi-juin à début juillet 1995, afin de ne pas être confronté à un trop grand nombre de touristes. Il a été tourné en extérieur, sur les plages de Bretagne, à Dinard, à Saint-Lunaire, à Saint-Malo. Éric Rohmer connaissait déjà bien la région, puisqu'il avait célébré ses noces à Paramé en 1957 avec Thérèse Barbet. Le cinéaste local Alain Guellaff servira de cicérone en préparant le terrain, en prenant des contacts et en proposant des lieux de tournage.
Dans le film, chaque personnage féminin est filmé différemment : Solène est filmée par des vues frontales statiques, Lena latéralement en mouvement, et seule Margot est présentée comme un personnage « à part entière » : elle est montrée à la fois statiquement et en mouvement, sous différents angles. Ce procédé stylistique est traité en détail dans le documentaire La Fabrique du conte d'été, tout comme la dynamique spatiale, puisque les scènes d'intérieur de Gaspard se déroulent uniquement avec Solène, ce qui, selon les critiques, a également une signification particulière.
Dans les films de Rohmer en général, la géographie est toujours liée à l'intrigue, et dans ce film, le « côté Margot » à Dinard, et le « côté Léna » à Saint-Lunaire évoquent le côté de chez Swann et le côté de Guermantes de Proust, et l'Île d'Ouessant, où aucun des personnages n'est allé, se révèle être un lieu d'utopie amoureuse inaccessible.

### Musique
- « Santiano » (générique de fin)
- « Le Forban » de Philippe Eidel
- « Jean Quémeneur » de Philippe Eidel
- « Fille de corsaire » de Sébastien Erms[8],[9]

## Exploitation
La presse mondiale a accueilli Conte d'été de manière pratiquement unanimement positive. Le film a fait environ 300 000 entrées en France, ce qui se situe dans la bonne moyenne pour un film de Rohmer, et a gagné une attention particulière à l'étranger, notamment au Japon.

### Accueil critique
« Conte d'été est un film de funambule. Apparemment suranné, puisque le héros y parle de son “amoureuse”, comme dans le théâtre de Musset. Mais ce n'est pas le vocabulaire des jeunes de 1996 que recherche Rohmer. Il serait bien incapable de le trouver et, en plus, ça ne l'intéresse pas plus que ça. Ce n'est pas tant l'exactitude qu'il cerne, mais la vérité. [...]
Mais les apparences, il s'en moque. C'est la vérité qu'il vise, on l'a dit, sous des masques divers, et qu'il atteint. Parfois un peu moins bien. Parfois magnifiquement. Comme dans ce Conte d'été, précisément. »

— Pierre Murat, Télérama, juin 1996

« Troisième volet des Contes des quatre saisons, ce film est l'alliance parfaite de la gravité des Contes moraux et de la légèreté des Comédies et proverbes. L'éblouissement vient de la mise en scène. Ces plans fixes, presque heurtés. Ces travellings fluides, de plus en plus sensuels. »

— Pierre Murat, Télérama, 25 septembre 2010

« Filmer le plus simplement du monde des gens qui disent des choses compliquées, voilà bien le génie de Rohmer. Si son cinéma est bavard, c’est parce qu’il fait de la parole, et de sa nécessaire inadéquation 
avec ce qu’elle cherche à exprimer, son unique objet. S’il apparaît banal, c’est qu’il a pour unique héros l’homme ordinaire. »

— Vincent Ostria, Les Inrocks, 1996

« Conte d’été pourrait se vendre comme le Ninotchka d’Éric Rohmer : le film où Melvil Poupaud rit ! C’est surtout un film radieux, cristallin et bouleversant. Sous des dehors de roman-photo, un traité précis et hilarant sur le décalage entre les mots et les actes, une limpide leçon de mise en scène invisible. »

— Dominique Marchais, Les Inrocks

« Conte d'été est une fois de plus une épopée de la parole puisque chez Rohmer, on ne cesse de faire le discours de ses actes. Le film commence en fait par un long introït sonore mais non dialogué, cette ouverture paradoxale, bruitiste si l'on veut (cri lointain, vague, vent) et qui rappelle Tati (Les Vacances de monsieur Hulot), donc Proust (Balbec), c'est un peu le calme avant la pluie ou l'invasion de sauterelles. Les liens sont fondamentalement tissés d'un mauvais chanvre puisqu'il faut parler et que le verbe isole ou éventuellement nuit mais, en tout cas, ne relie rien ni personne. »

— Didier Peron, Libération, 20 mai 1996